# Комаровка (Молдова)
Комаровка (рум. Comarovca) — село у Фалештському районі Молдови. Входить до складу комуни, адміністративним центром якої є село Наталієвка.

## Населення
За даними перепису населення 2004 року у селі проживали 288 осіб.
Національний склад населення села:
| Національність       | Кількість осіб | Відсоток |
| -------------------- | -------------- | -------- |
| українці             | 239            | 83,0 %   |
| молдавани            | 33             | 11,5 %   |
| росіяни              | 13             | 4,5 %    |
| поляки               | 1              | 0,3 %    |
| інша / без відповіді | 2              | 0,7 %    |
| Всього               | 288            | 100 %    |